# 喇嘛甸镇 (大庆市)
喇嘛甸镇，是中华人民共和国黑龙江省大庆市让胡路区下辖的一个乡镇级行政单位。

## 行政区划
喇嘛甸镇下辖以下地区：
红旗社区、喇嘛甸社区、新华村、三胜村、宏伟村、繁荣村、富强村和向荣村。